# Granat
Granati so skupina silikatnih mineralov s splošno formulo X3Y2[SiO4]3. Zgrajeni so iz silicijevi tetraedrov SiO4 in aluminijevih oktaedrov AlO6. Po kemični sestavi so običajno razvrščeni v šest skupin: pirop, almandin, spesartin, grosular, andradit in uvarovit oziroma v aluminijevo in kalcijevo skupino. Granati tvorijo dve vrsti trdnih raztopin: pirop-almandin-spesartin in uvarovit-grosular-andradit.
Njihovo ime je nastalo ali iz staroangleške besede gernet, ki pomeni temno rdeč, ali iz latinske besede granatus, ki pomeni zrno in se morda nanaša na granatno jabolko (Punica granatum), ki ima semena enake oblike, velikosti in barve kot nekateri kristali granata. 
Granati se že od bronaste dobe uporabljajo kot nakit in abrazivi. 

## Fizikalne lastnosti

### Barva
Granati so brezbarvni ali rdeče, oranžne, rumene, zelene, modre, škrlatne, rjave, črne in rožnate barve. Najredkejši so modri granati, ki so jih v poznih 1990. letih odkrili v Bekilyju na Madagaskarju, kasneje pa tudi v ZDA, Ruski federaciji in Turčiji. Nekateri granati spremenjajo barvo iz modro zelene pri dnevni svetlobi v škrlatno pri svetlobi žarnice, kar je posledica relativno velike vsebnosti vanadija (približno 1% V2O3). Možne so tudi druge kombinacije barv. Pri dnevni svetlobi je njihova barva lahko zelena, sivkasto rjava, rjava, siva in modra, v svetlobi žarnice pa rdečkasta ali škrlatno rožnata. Tovrstni granati se pogosto zamenjujejo z aleksandritom.
Berili imajo steklast do smolast sijaj. 
Prozorni monokristali se zaradi optičnih lastnosti uporabljajo za izdelavo nakita, polprozorni pa za proizvodnjo abrazivov. 

### Kristalna struktura
Granati spadajo med otočne silikate (nezosilikate) s splošno formulo X3Y2[SiO4]3. X so najpogosteje dvovalentni kationi Ca2+, Mg2+, Fe2+ in Mn2+, Y pa trovalentni kationi Al3+, Fe3+, Cr3+ in  V3+, ki skupaj z anioni  [SiO4]4− tvorijo oktaedrično/tetraedrično kristalno strukturo. Granati imajo najpogosteje dodekaedričen kristalni habit, pogosti pa so tudi trapezoedri. Kristalizirajo v kubičnem kristalnem sistemu, se pravi da so vse tri kristalografske osi enako dolge in med seboj pravokotne. Granati se ne koljejo in se pod pritiskom ali udarcem razletijo na delce nepravilnih oblik.

### Trdota
Granati imajo zaradi zelo različne kemične sestave različno močne notranje vezi. Njihova trdota zato niha med 6,5 in 7,5. Trše vrste, na primer almandin, so dovolj trde, da se uporabljajo kot abrazivi.

## Najpomembnejše vrste granatov

### Aluminijevi ali piralspitni granati
V aluminijevo skupino granatov spadajo granati, v katerih je element Y aluminij. Sem spadajo:
- almandin: Fe3Al2[SiO4]3,
- pirop: Mg3Al2[SiO4]3 in
- spesartin: Mn3Al2[SiO4]3.

#### Almandin
Almandin, katerega se pogosto napačno imenuje almandit, je drag kamen z imenom granat, orientalski granat in almandinski rubin, ker so včasih vse rdeče drage kamne imenovali rubin. Ime je dobil po pokrajini Alabanda v Mali Aziji, kjer so v antiki   obdelovali granate. Kemično je železov aluminijav silikat s kemično formulo Fe3Al2[SiO4]3. Almandin se pojavlja skupaj s stavrolitom, kianitom, andaluzitom in drugimi minerali v metamorfnih kamninah, na primer v sljudnih skrilavcih. 

#### Pirop
Pirop je rdeče obarvan magnezijev aluminijev silikat s kemično formulo Mg3Al2[SiO4]3, čeprav je magnezij lahko delno zamenjan s kalcijem in železom. Barva piropa se spreminja od temno rdeče do skoraj črne. Prozorni piropi se uporabljajo za idelavo nakita. Njegovo ime je nastalo iz grške besede πυρωπός [piropos], ki pomeni »ognjen«. 
Različki piropa iz Macon County (Severna Karolina, ZDA) so vijolično rdeče barve in se imenujejo rodoliti (iz grškega ῥόδον [rodon] - vrtnica). Kemično so skoraj izomorfna zmes piropa in almandina v razmerju 2:1. Trgovska imena piropa, med katerimi so nekatera napačna, so kapski rubin, arizonski rubin, kalifornijski rubin, skalnogorski rubin in češki granat. 
Zanimivi so tudi so modro obarvani granati z Madagaskarja, ki spreminjajo barvo. Kemično so zmes piropa in spesartina. Barva teh modrih granatov ni podobna barvi safirjev, ampak sivkasto modri in zelenkasto modri barvi nekaterih spinelov. V svetlobi bele svetleče diode je njihova barva enaka barvi modrega safirja ali tanzanita. Modra barva je posledica sposobnosti granata, da absorbira rumeno komponento emitirane svetlobe.
Pirop je indikatorski mineral za kamnine visokih pritiskov. Granati v kamninah iz Zemljinega plašča, peridoditih in eklogitih, so običajno piropi.  

#### Spesartin
Spesartin ali spesartit je manganov aluminijev granat s kemično formulo Mn3Al2[SiO4]3. Ime je dobil po kraju Spessart na Bavarskem. Najpogosteje se pojavlja v granitnem pegmatitu in njemu podobnim kamninah in v nekaterih metamorfnih filitih. Spesartine oranžno rumene barve so odkrili na Madagaskarju, vijolično rdeče pa v riolitih v Koloradu in Maine v ZDA.

### Kalcijevi ali ugranditni granati
V kalcijevo skupino granatov spadajo granati, v katerih je element X kalcij. Sem spadajo:
- andradit: Ca3Fe2[SiO4]3,
- grosular: Ca3Al2[SiO4]3 in
- uvarovit: Ca3Cr2[SiO4]3.

#### Andradit
Andradit je kalcijev železov granat s kemično formulo Ca3Fe2[SiO4]3 s spremenljivo sestavo. Njegova barva je lahko rdeča, rumena, rjava, zelena ali črna. Prepoznavni različki andradita so topazolit (zlato rumen ali zelen), demantoid (zelen) in melanit (črn). Andradit se pojavlja v globinskih vulkanskih kamninah, na primer v sienitu, pa tudi v serpentinih, skrilavcih in kristaliničnem apnencu. Demantoid  se imenuje tudi uralski smaragd in je eden od najbolj cenjenih granatov. 

#### Grosular
Grosular je kalcijev aluminijev granat s kemično formulo Ca3Al2>[SiO4]3, čeprav je kalcij lahko delno zamenjan z železovim ionom Fe2+, aluminij pa z železovim ionom Fe3+. Njegovo ime je nastalo iz latinskega imena kosmulje (Ribes grossularia) in se nanaša na zelene granate iz Sibirije. Grosular je lahko tudi oranžno rjave, rdeče ali rumene barve. Grosular ima manjšo  trdoto od cirkona, kateremu so podobni rumeni kristali, zato so ga imenovali tudi hesonit, kar v grščini pomeni »manjvreden«. Grosular se pojavlja na stikih metamorfiranih apnencev z vezuvianitom, diopsidom, volastonitom in verneritom. 
Svetlo do temno zeleni grosular iz Kenije in Tanzanije (na sliki) se imenuje cavorit. Cavorit so prvič odkrili v 1960. letih v pokrajini Tsavo v Keniji, po kateri je dobil ime.  

#### Uvarovit
Uvarovit je kalcijev kromov granat s kemično formulo Ca3Cr2[SiO4]3. Uvaroviti so precej redki granati svetlo zelene barve. Kristali so običajno majhni in spremljajo kromit v peridotitu, serpentinitu in kimberlitih. Pojavlja se tudi v kristaliničnih marmorjih in skrilavcih v gorovju Ural v Ruski federaciji in Outokumpu  na Finskem.     

### Manj pogoste vrste granatov
- Na mestu X je kalcij:
  - goldmanit: Ca3V2[SiO4]3
  - kimzejit: Ca3(Zr,Ti)2[(Si,Al,Fe3+)O4]3
  - morimotoit: Ca3Ti4+Fe2+(SiO4)3
  - šorlomit: Ca3(Ti4+,Fe3+)2[(Si,Ti)O4]3
- Granati s hidroksidnimi skupinami in kacijem na mestu X:
  - hidrogrosular: Ca3Al2[SiO4]3-x(OH)4x
    - hibšit: Ca3Al2[SiO4]3-x(OH)4x (x = 0,2-1,5)
    - katoit: Ca3Al2[(SiO4]3-x(OH)4x (x > 1,5)
- Na mestu X je magnezij ali mangan
  - knoringit: Mg3Cr2[SiO4]3
  - majorit: Mg3(Fe,Al,Si)2[SiO4]3
  - kalderit: Mn3Fe3+2[SiO4]3

#### Knoringit
Knoringit je magnezijev kromov granat s kemično formulo Mg3Cr2[SiO4]3. Čistega knoringita v naravi ni. Tvori se samo pod visokimi pritiski in se pogosto pojavlja v kimberlitih. Uporablja se kot indikatorski mineral za iskanje diamantov. 

## Sintetični granati
Kristalografska struktura granatov se je razvila iz osnovnega modela s splošno formulo A3B2(CO4)3. Na položaju C so razen silicija lahko tudi številni drugi elementi, na primer germanij, galij, aluminij, vanadij in železo.
Itrijev aluminijev granat (YAG), Y3Al2(AlO4)3,  se porablja kot sintetičen drag kamen. Ima zelo velik lomni količnik, zato so ga v 1970. letih uporabljali kot nadomestek za diamant, dokler se niso razvile metode za prozvodnjo sintetskih kubičnih cirkonov, ki so bolj podobni diamantu. Itrijevi aluminijevi granati z dodatkom neodima Nd3+ se uporabljajo v laserjih.
Nekatere kombinacije elementov dajejo granatom zanimive magnetne lastnosti. V itrijevem železovem granatu (YIG), Y3Fe2(FeO4)3,  zaseda pet železovih ionov Fe3+ dva oktaedrična in tri tetraedrične položaje, ki z itrijevimi ioni Y3+, koordiniranimi z osmimi kisikovimi ioni, tvorino nepravilno kocko. Železovi ioni na dveh koordiniranih položajih imajo različne spine, ki povzročijo magnetne lastnosti. YIG je zato ferimagnetna snov s  Curiejevo temperaturo 550 K. 
Drug primer je gadolinijev galijev granat, Gd3Ga2(GaO4)3, ki je sintetičen in se uporablja v magnetnem mehurčnem pomnilniku. 

## Geološka pomembnost granatov
Granati so ključni minerali za razlago nastanka mnogim magmatskih in metamorfnih kamnin z geotermobarometrijo. Difuzija elementov v granatih je v primerjavi s hitrostmi v mnogih drugih mineralih relativno počasna, granati pa so tudi relativno odporni na substitucije elementov. Posamezni granati so zato ohranili consko strukturo, s katero se lahko razloži temperaturno-časovno zgodovino kamnin, v kateri so rastli. Za zrna granatov brez conske strukture se predpostavlja, da so se z difuzijo homogenizirala, iz tega pa se tudi lahko sklepa  o temperaturno-časovni zgodovini nosilne kamnine.
Granati so uporabni tudi za določanje metamorfnih facij kamnin. Eklogit na primer se lahko obravnava kot kamnino, ki ima sestavo bazalta, ki pa je zgrajena večinoma iz granata in omfacita. S piropom bogati granati so omejeni na relativno visokotlačne metamorfne kamnine iz spodnjega dela zemeljske skorje in plašča. Peridodit lahko vsebuje plagioklaz ali z aluminijem bogat spinel ali s piropom bogat granat, prisotnost katerega koli od njih pa določa območja temperatur in tlakov, pri katerih je mineral lahko v ravnotežju z olivinom in piroksenom. Minerali so našteti po naraščajočem ravnotežnem tlaku. Granat peridotit se je torej moral tvoriti v velikih globinah. Ksenoliti s peridotitom so prišli iz globin 100 ali več km skupaj s kimberlitom in se zato uporabljajo kot indikator za prisotnost diamantov. V globinah 300 do 400 km ali več se je piroksenova komponenta raztopila v granatu. (Mg,Fe) in Si so se zamenjali z 2Al na oktaedričnem (Y) položaju v kristalni strukturi granata, tako da so nastali nenavadni s silicijem bogati granati,  ki so pretežno trdne raztopine. Takšni s silicijem bogati granati  se pojavljajo tudi kot vključki v diamantih. 
Največji dokumentirani monokristal granata je bil kockast blok s stranico približno 2,3 m, ki je tehtal približno 37,5 tone. Informacije o še večjih kristalih, ki so ga našli v Alice Springsu (Northern Territory, Avstralija), niso bile potrjene. 

## Uporaba
Rdeči granati so bili najbolj razširjeni dragi kamni v rimskem svetu pozne antike in umetnosti »barbarskih« ljudstev, predvsem Germanov,  v času preseljevanja narodov. Dragulji so bili večinoma vdelani v zlat nakit v tehniki cloisonné, ki se je uporabljala od anglosaške Anglije, na primer v Sutton Hoo, do Črnega morja.  
Čisti granati se še vedno uporabljajo za izdelavo nakita. Najpogostejši so zeleni, rdeči, rumeni in oranžni kamni.

### Uporaba v industriji
Granatni pesek je dober abraziv in pogost nadomestek za kremenčev pesek za peskanje. Za peskanje so najbolj primerna zrna aluvijalnih granatov, ki so bolj zaobljena. V vodni suspenziji pod zelo visokim tlakom se granatni pesek uporabljajo za rezanje jekla in drugih materialov z vodnim curkom. Za ta namen so bolj primerna zrna iz trdih kamnin, ker so bolj robata in zato bolj učinkovita. 
Granatni pesek se uporablja tudi kot filtracijsko sredstvo, granatni  papir pa za fino brušenje lesa.
Granati za abrazive se v grobem delijo v dve kategoriji: granate za peskanje in granate za vodni curek. Surovi granati se najprej zdrobijo in nato separirajo. Delci, večji od 60 mesh (250 µm), se običajno uporabljajo za peskanje, delci z velikostjo 60-200 mesh (74 µm) pa za vodni curek. Finejši delci, manjši od 200 mesh (74 µm), se uporabljajo za brušenje in poliranje stekla.  
Kakovost granatov za abrazive je različna in se deli po njihovem poreklu. Največji vir tovrstnih granatov so obalne peščine Indije in Avstralije, ki sta tudi njihova največja svetovna proizvajalca. Obalni granati so priljubljeni zlasti zaradi velikih količin, zanesljivih dobav in čistoče, njihova pomanjlkjivost pa je prisotnost ilmenita in kloridov. Zaradi dolgotrajnega naravnega brušenja in drobljenja je velikost delcev praviloma majhna. Večina delcev s plaže Titicorin ima velikost okrog 80 mesh in porazdelitev velikosti od 56 do 100 mesh. 
Rečni granati so posebno pogosti v rečnih naplavinah v Avstraliji.
Skalni granati so se verjetno začeli uporabjati prvi. Proizvajajo se predvsem v ZDA, Kitajski in zahodni Indiji. Kristali se drobijo in meljejo in nato čistijo s prepihavanjem z zrakom, magnetno separacijo, sejanjem in, če je potrebno, pranjem. Drobljeni granati imajo najbolj ostre robove in so zato mnogo boljši od drugih vrst granatov. Rečni in morski granati imajo namreč zaradi dolgotrajnega prevračanja bolj zaobljene robove. 
Granati se zadnjih dvesto let kopljejo v zahodnem Radžastanu (Indija), predvsem za izdelavo nakita. Stranski produkt rudarjenja so granati za abrazive, ki se uporabljajo za brušenje in poliraje stekla. Nosilna kamnina je granatonosni sljudni skrilavec, ki vsebuje samo 7-10% granatov, zato je proizvodnja izjemno draga in za proizvodnjo samo abrazivnih granatov neekonomična.

## Drugi viri
- Hurlbut, Cornelius S.; Klein, Cornelis (1985). Manual of Mineralogy (20 izd.). John Wiley & Sons, New York. COBISS 12123141. ISBN 0-471-80580-7.
- Color Encyclopedia of Gemstones ISBN 0-442-20333-0